# Andrew John Kauffman
Andrew John Kauffman (* 27. November 1920; † 2002) war ein US-amerikanischer Bergsteiger.

## Leben
Andrew J. Kauffman studierte bis 1943 in Harvard und war zeitweise Präsident des Harvard Mountaineering Clubs. Nach dem Studium arbeitete Kauffman beim US-Außenministerium. Als Bergsteiger nahm er an zahlreichen Expeditionen in den Anden, Himalaya und Karakorum teil. Sein größter Erfolg war 1958 die Erstbesteigung des 8080 Meter hohen Hidden Peak (Gasherbrum I) zusammen mit Pete Schoening.
Kauffman war zeitweise Direktor des American Alpine Club.

## Alpinistische Leistungen (Auszug)
- Huagoruncho, 5800 m (Anden, Peru), 1941 Erstbesteigungsversuch, Expedition des Harvard Mountaineering Club
- Mount Saint Elias, 5489 m (Alaska), 1946 Expedition des Harvard Mountaineering Club (zweite Besteigung) zusammen mit seiner Frau Betty Kauffman, Dee Molenaar, Cornelius Molenaar, Maynard Miller, William Latady und Benjamin Ferris. Um die 5489 Höhenmeter vom Meeresspiegel bis zum Gipfel zu bewältigen, wurden elf Lager eingerichtet, acht davon dienten nur dazu, den Fuß des Berges zu erreichen.[2]
- Gasherbrum I, 8080 m (Karakorum, Pakistan), Erstbesteigung mit Pete Schoening am 5. Juli 1958 über den IHE-Sporn und den Südostgrat.

## Werke
- William Lowell Putnam, Andrew John Kauffman: The Guiding Spirit
- Andrew J. Kauffman, William L. Putnam: K-2: The 1939 Tragedy